# Sammatti
Sammatti (/ˈsɑmːɑtːi/) là một đô thị của Phần Lan.
Đô thị này tọa lạctại tỉnh Nam Phần Lan trong Uusimaa Vùng. Đô thị này có dân số 1.242 (ngày 31 tháng 12 năm 2004)với diện tích là 85.18 km² trong đó có 12.50 km² là diện tích mặt nước. Mật độ dân số là 17.09 người trên mỗi km².
Đô thị này chỉ sử dụng tiếng Phần Lan.
Đây là nơi sinh nhà văn Phần Lan Elias Lönnrot, tác giả của Kalevala.